# Santa Juana

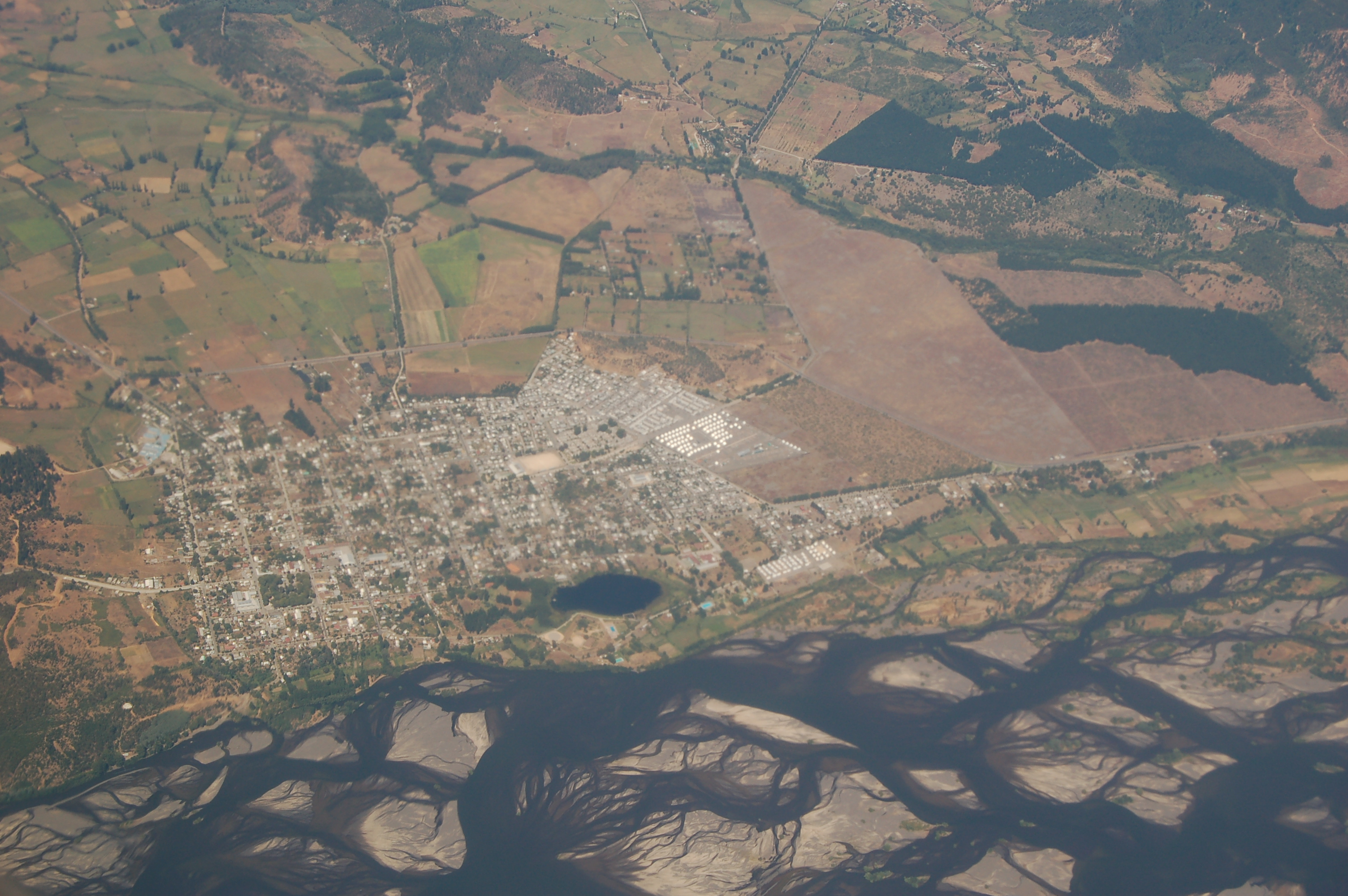
Luftbild

Santa Juana ist eine Gemeinde in Chile. Sie liegt in der Provinz Concepción in der Region Bío-Bío. Das Gemeindegebiet beträgt 754,5 km² (ca. 22 % der Provinz) und erstreckt sich südlich und westlich des Río Bío-Bío. Santa Juana hat 13.147 Einwohner.